# Rajak Besi
Rajak Besi is een bestuurslaag in het regentschap Bengkulu Tengah van de provincie Bengkulu, Indonesië. Rajak Besi telt 863 inwoners (volkstelling 2010).